# Vado Ligure
Vado Ligure (en lígur: Voæ), a l'antiguitat Vada Sabatia, és un comune de 8.336 habitants a la província de Savona, Ligúria, al Nord d'Itàlia.

## Economia
Vado Ligure té un gran port industrial i comercial.
Acull una planta de construcció ferroviària, fundada el 1905 com Società Italiana Westinghouse. El 1919 passà a mans de Tecnomasio Italia Brown Boveri i, des del 2001, ha estat part del grup Bombardier. Actualment produeix locomotores.
Al municipi també hi ha una central elèctrica, amb dues torres de 200 metres d'alçada, que són visibles des de quilòmetres.

## Municipis limítrofs
Limita amb els següents municipis: Bergeggi, Quiliano, Savone, Spotorno i Vezzi Portio.

## Ciutats agermanades
- La Ravoire, France, since 2002